# Cratere Anticleia
Anticleia è un cratere sulla superficie di Teti.